# (148009) 1997 NW
(148009) 1997 NW là một tiểu hành tinh vành đai chính. Nó được phát hiện bởi Atsushi Sugie ở Dynic Astronomical Observatory Nhật Bản, ngày 3 tháng 7 năm 1997.